# Tajuria inaria
Tajuria inaria är en fjärilsart som beskrevs av Alfred Ernest Wileman 1908. Tajuria inaria ingår i släktet Tajuria och familjen juvelvingar. Inga underarter finns listade i Catalogue of Life.